# Longfysiotherapie

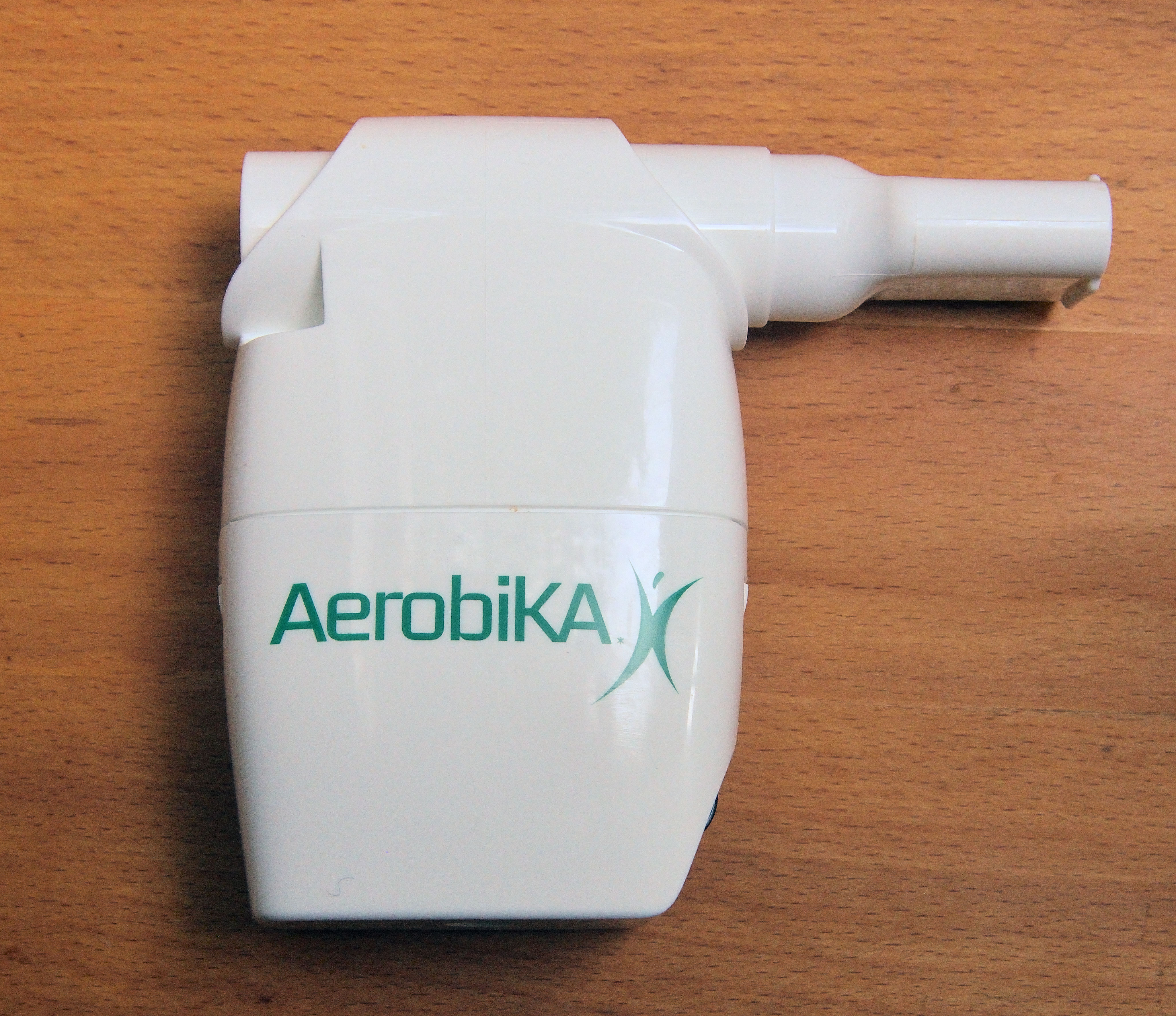
Aerobika

Longfysiotherapie is een behandeling die gewoonlijk wordt uitgevoerd door fysiotherapeuten en ademhalingstherapeuten, waarbij de ademhaling wordt verbeterd door de indirecte verwijdering van slijm uit de ademhalingswegen van een patiënt. Andere termen zijn respiratie of cardio-thoracale fysiotherapie.
Longfysiotherapiën zijn behandelingen die worden uitgevoerd bij mensen met slijmproblemen bij luchtwegaandoeningen, zoals astma, chronische obstructieve longziekte (COPD), bronchitis, bronchiëctasie en taaislijmziekte. Deze aandoeningen van de luchtwegen hebben allemaal fysiotherapie voor de longen nodig bij de slijmverwijdering als gevolg van defecten met mucociliaire klaring (systeem van transport van slijm verwijdering).
Technieken omvatten percussie met gebruik van klappen: de therapeut klapt lichtjes op de borst, rug en het gebied onder de armen van de patiënt. Percussie, hoewel effectief bij de behandeling van zuigelingen en kinderen, wordt niet langer gebruikt bij volwassenen vanwege de introductie van effectievere en zelfzorg gerichte behandelingen. Deze omvatten oscillerende apparaten met positieve uitademingsdruk of OPEP-apparaten zoals "Flutter", "Aerobika", "AirPhysio", "Pari O-PEP", of PEP-apparaten met positieve uitademingsdruk zoals de "Acapella"- en PEP-maskers of apparaten voor positieve luchtwegdruk, evenals specifieke oefening-regimes. De voorgeschreven oefeningen kunnen specifieke ademhalingsoefeningen omvatten, bijvoorbeeld voor de uit zich zelf plaatsvindende drainage, maar ook algemene cardiovasculaire oefeningen die het lichaam helpen om sputum te verwijderen en de efficiëntie van zuurstofopname in spieren te verbeteren.
De positieve uitademingsdruk (PEP) stimuleert de luchtstroom achter het slijm. De oscillaties (O) veroorzaken trillingen in de luchtwegwand om het slijm naar de luchtweg te verplaatsen en de viscositeit van hardnekkige slijm te verminderen. De herhaalde versnellingen van de uitademingsluchtstroom bevorderen de verplaatsing van slijm van de aangrenzende naar de centrale luchtwegen.
Er is geen sterk bewijs om fysiotherapie voor de longen aan te bevelen als routinebehandeling voor volwassenen met longontsteking.
De doelstellingen van longfysiotherapie zijn tweeledig. Ten eerste om resultaten te verkrijgen die gelijk zijn aan en effectiever zijn dan bronchoscopie zonder de invasieve behandelmethode, het trauma en het risico op hypoxemie (eerste fase van zuurstofgebrek), de eventuele complicaties bij de tussenkomst van een arts en de kosten die bronchoscopie met zich meebrengt. Ten tweede om specifiek de ventilatie te verbeteren naar gebieden met lokale longobstructie (longblokkade).
Als de doelstellingen van de longfysiotherapie worden bereikt, zou er een toename van de lokale longexpansie moeten optreden en zou een parallelle toename van de perfusie naar het getroffen gebied het gevolg zijn. Als slijm uit de grotere luchtwegen wordt verwijderd, zouden de weerstand en obstructie (blokkades) van de luchtwegen moeten afnemen. Opruiming van het slijm en verbeterde ventilatie van kleine luchtwegen zou de longbeweeglijkheid moeten verhogen. Als slijm uit zowel grote als kleine luchtwegen wordt verwijderd, is het redelijk om aan te nemen dat de ademhalingsinspanning en het zuurstofverbruik afneemt en dat de gasuitwisseling verbetert. 